# Alba Baptista
Alba Baptista (Lisboa, 10 de julio de 1997) es una actriz y modelo portuguesa. 
Nacida en Lisboa, su madre es portuguesa y su padre brasileño, oriundo de Río de Janeiro.
Debutó como actriz en televisión en 2014 en la telenovela portuguesa de TVI, Jardins Proibidos.
En 2020, interpretó a Ava en la serie original de Netflix, La monja guerrera, la cual marcó su debut en una producción de lengua inglesa, y permitió su ascenso al cine internacional.

## Carrera
En 2012, Baptista debutó como actriz como protagonista del cortometraje portugués Amanhã é um Novo Dia. 
En 2014, obtuvo el premio a "Mejor actriz" en el Círculo de Críticos de Cine de Dublín, celebrado en Dublín, Irlanda, por su papel como Raquel en el cortometraje Miami.
Posteriormente, interpretó varios papeles en películas, series de televisión y telenovelas en Portugal. Las series y las películas le han brindado una sólida experiencia en el cine portugués, (Jardins Proibidos, Caminhos Magnétykos y Equinócio).
Su debut en una producción en idioma inglés fue en la serie La monja guerrera, de Netflix, estrenada el 2 de julio de 2020 en la plataforma.
En 2020, participa en la película Fátima, de Marco Pontecorvo.

## Filmografía

### Cine
Cortometrajes
- 2012: Amanhã é um Novo Dia, de Raquel Pinheiro.[10]
- 2014: Miami, de Simão Cayatte.[11]
- 2018: Flutuar, de Artur Serra Araújo.[12]
- 2018: Equinócio, de Ivo Ferreira.[13]
- 2018: Summerfest, de María Hespanhol.[14]
- 2018: Nero, de Pedro Afonso Gomes[15]

Largometrajes
- 2018: Leviano, de Justin Amorim.[16]
- 2018: Linhas de Sangue, de Manuel Pureza y Sérgio Graciano.
- 2018: Caminhos Magnétykos, de Edgar Pêra.[17]
- 2019: Imagens Proibidas, de Hugo Diogo.[18]
- 2019: Patrick, de Gonçalo Waddington.[18]
- 2020: Fatima, de Marco Pontecorvo.[9]
- 2022: Mrs. Harris Goes to Paris

### Televisión
Series
- 2014 - 2015: Jardins Proibidos, de José Eduardo Moni (310 episodios).[19]
- 2016 - 2017: Impostora, de Jorge Queiroga (340 episodios).[20]
- 2017: Filha de Lei, de Pedro Varela (20 episodios).[21]
- 2017: Madre Paula (13 episodios).[22]
- 2017: A Criação, de André Banza y Sérgio Graciano (10 episodios).[23]
- 2017: Sim, Chef! (1 episodio).[24]
- 2017 - 2018: Jogo Duplo (268 episodios).
- 2018: País Irmão , de Sérgio Graciano y João Lobo (1 episodio).
- Desde 2020: Warrior Nun, de Simon Barry (10 episodio).